# 山崎幹雄
山崎 幹雄（やまざき みきお、1928年 <昭和3年> 9月17日 - 2008年 <平成20年> 3月16日）は、日本の実業家・地方公務員・学校経営者。釧路市助役、葵建設社長、釧路短期大学学長を歴任。位階は正五位。

## 経歴
北海道網走市出身。1948年、北海道帝國大學工学部土木専門部卒業。北海道立釧路工業高等学校教諭。1950年、釧路市役所に入所。同市港湾部長。1972年、同市総務部長。1973年、同市助役。1977年、釧路市役所退職。葵鉱発に入社。1983年、同社代表取締役専務。1984年、葵建設代表取締役専務。1986年、同社代表取締役社長。2001年、葵建設退社。釧路短期大学学長。2003年、同大学退職。2008年3月死去。死没日付をもって正五位に叙された。